# Hermann Nunberg
Hermann Nunberg (geboren 23. Januar 1884 in Bendzin, Russisches Kaiserreich; gestorben 20. Mai 1970 in New York City) war ein polnischer Psychiater, Psychoanalytiker und Schüler Sigmund Freuds, der ab 1914 in Wien wirkte und 1933 in die Vereinigten Staaten emigrierte.

## Leben und Werk
Nunberg wuchs in seinem Geburtsort, in Tschenstochau und in Krakau auf, wo er auch sein Studium der Medizin begann. Er ging nach Zürich, hörte Vorlesungen von Eugen Bleuler und C.G. Jung, promovierte 1910, schloss sich der Psychoanalytischen Gruppe an und arbeitete in Krankenhäusern in Schaffhausen und Bern.
1912 kehrte er nach Krakau zurück, arbeitete an der dortigen Universitätsklinik und in den Sommermonaten in der Privatklinik des Analytikers Ludwig Jekels in Bistrai bei Bielitz. Bei Kriegsbeginn übersiedelte er nach Wien und wirkte dort an der Psychiatrie der Universitätsklinik unter Julius Wagner-Jauregg und dessen Nachfolger Otto Pötzl. Nunberg wurde 1915 Mitglied der Wiener Psychoanalytischen Vereinigung (WPV) und absolvierte eine Lehranalyse bei Paul Federn. 1925 wurde er Lehranalytiker und Kontrollanalytiker – u. a. von S. H. Foulkes und Lili Roubiczek-Peller – und die WPV bestellte ihn im selben Jahr zum Schriftführer. 1929 heiratete er Margarethe Rie, Tochter des Kinderarztes Oskar Rie. 1931 unterrichtete er an der Universität in Pennsylvania, 1932 erschien sein wichtigstes Buch, die Allgemeine Neurosenlehre auf psychoanalytischer Grundlage:

„Dieses Buch [...] enthält die vollständigste und gewissenhafteste Darstellung einer psychoanalytischen Theorie der neurotischen Vorgänge, die wir derzeit besitzen. Wem es um Vereinfachung und glatte Erledigung der betreffenden Probleme zu tun ist, der wird von dieser Arbeit kaum befriedigt werden. Wer aber wissenschaftliches Denken bevorzugt, es als Verdienst zu würdigen weiß, wen die Spekulation, das Leitseil der Erfahrung, nie verläßt und wer die schöne Mannigfaltigkeit des psychischen Geschehens genießen kann, der wird dieses Werk schätzen und eifrig studieren.“

Nunberg war Sozialdemokrat und entschloss sich 1933 – aufgrund der politischen Veränderungen in Deutschland und Österreich – zur Emigration in die Vereinigten Staaten, zuerst nach Pennsylvania, 1934 nach New York. Er versuchte schon 1934 – damals vergeblich – Sigmund Freud zur Emigration zu überreden. Das Angebot einer Dozentur in Wien schlug er 1936 aus.
1940 wurde Nunberg Mitglied der New York Psychoanalytical Society, 1950 deren Präsident. 1960 hielt er die Freud Anniversary Lecture an der New York Academy of Medicine. Nunberg nahm an zahlreichen internationalen Kongressen teil und engagierte sich schon seit 1918 für die Durchsetzung der Lehranalyse als Berufsvoraussetzung des Psychoanalytikers.
Nunberg leistete wichtige Beiträge zur Geschichte der Psychoanalyse. Paul Federn verfügte testamentarisch, dass die in seinem Besitz befindlichen Protokolle der sogenannten Mittwochsgesellschaft aus der Gründungszeit der Psychoanalyse gemeinsam von seinem Sohn Ernst Federn und von Nunberg publiziert werden sollten, was dann auch ab 1962 in mehrbändigen Ausgaben in mehreren Sprachen geschah. Gemeinsam mit Kurt Eissler, Heinz Hartmann, Ernst Kris, und Bertram Lewin gründete Nunberg 1951 die Sigmund Freud Archives, die zum Aufbau der Freud Collection an der Library of Congress führten.

## Wichtige Publikationen
- Allgemeine Neurosenlehre auf psychoanalytischer Grundlage. Mit einem Geleitwort von Sigmund Freud. Huber, Bern 1932, 1959, 1971; Principles of Psychoanalysis, International Universities Press, New York 1955
- (Hg., gemeinsam mit Ernst Federn): Protokolle der Wiener Psychoanalytischen Vereinigung. 4 Bände. S. Fischer, Frankfurt am Main 1976–1981
  - englisch: Minutes of the Vienna Psychoanalytic Society, New York: International Universities Press 1962–1976
  - Neuausgabe. Psychosozial-Verlag, Gießen 2007, ISBN 978-3-89806-598-6
  - französisch: Les premiers psychanalystes. Gallimard